# Elodes lohsei
Elodes lohsei es una especie de coleóptero de la familia Scirtidae.

## Distribución geográfica
Habita en Rusia.